# Coenosia submaculata
Coenosia submaculata är en tvåvingeart som beskrevs av Wulp 1891. Coenosia submaculata ingår i släktet Coenosia och familjen husflugor. Inga underarter finns listade i Catalogue of Life.